# Saint-Michel-de-Chabrillanoux

Saint-Michel-de-Chabrillanoux este o comună în departamentul Ardèche din sud-estul Franței. În 1 ianuarie 2022 avea o populație de 405 de locuitori.